# 艾诺娅·德蒙斯
艾诺娅·德蒙斯（法語：Ainoa Desmons，2001年2月18日—），法國女子羽毛球運動員。她曾助国家队赢得歐洲青年羽毛球錦標賽团体二连冠的主力成员（2017年和2018年）。

## 簡歷
2017年4月，艾诺娅·德蒙斯代表法国参加本国举办的歐洲青年羽毛球錦標賽，助法国队赢得混合團體冠军。
2018年6月，艾诺娅·德蒙斯與朱丽叶·莫纳尔出戰拉脫維亞羽毛球國際賽，在女双决赛以0比2（17-21、16-21）不敌赛会头号种子、爱沙尼亚的克里斯汀·库巴/赫莉娜·吕特尔，赢得亚军。同年9月，她代表法国参加爱沙尼亚塔林举办的歐洲青年羽毛球錦標賽，助法国队成功卫冕混合團體冠军。

## 主要比賽成績
只列出曾進入準決賽的國際賽事成績：
| 年份   | 賽事                 | 公開賽級別 | 項目     | 拍檔          | 成績 |
| ------ | -------------------- | ---------- | -------- | ------------- | ---- |
| 2017年 | 歐洲青年羽毛球錦標賽 | 其他       | 混合團體 | －            | 冠軍 |
| 2018年 | 拉脫維亞羽毛球國際賽 | 未來系列賽 | 女子雙打 | 朱丽叶·莫纳尔 | 亞軍 |
| 2018年 | 歐洲青年羽毛球錦標賽 | 其他       | 混合團體 | －            | 冠軍 |

| 2007-2017年 | 首要超級賽 | 超級賽 | 黃金大獎賽 | 大獎賽 | 國際挑戰賽 | 國際系列賽 | 未來系列賽 | 其他 |

| 2018-2026年 | 總決賽 | 超級1000賽 | 超級750賽 | 超級500賽 | 超級300賽 | 超級100賽 | 國際挑戰賽 | 國際系列賽 | 未來系列賽 | 其他 |